# Hot Wheels: Газуй!
«Hot Wheels: Газуй!» (англ. Hot Wheels Let's Race) — американський анімаційний дитячий телесеріал, заснований на лінії іграшок Hot Wheels від Mattel. Його випустили на Netflix на 4 березня 2024 року. Серіал продовжено на 2 сезон через прем’єру у восени 2024 року.

## Приміщення
У гоночному таборі Мега-гаража Хот Вілз шестеро талановитих юних спортсменів опановують навички, які знадобляться, щоб стати наступним поколінням неймовірних пілотів.— 

## У ролях

### Головна
- Джакарі Фрезер — Купер "Куп", молодий хлопець який мріє стати кращим гонщиком. Його фірмовий колір — синій.
- Амарі МакКой — Іскра, афро-американська дівчина з винахідницькою жилкою яка вірить у наукові методи. Її фірмовий колір — жовтий.
- Гріффен Кемпбелл — Мак, хлопець у бейсболці та починаючий водій-каскадер. Його фірмовий колір — зелений.
- Різа Мей — Блиска, молода дівчина з роботизованою протезною рукою, яка любить фотографувати та переглядати історії. Її фірмовий колір — рожевий.
- Джош Кітон — Аксель Спойлер, зухвалий підліток і син чемпіона Страйкера Спойлера, який прагне довести, що він має спадщину сім’ї гонок. Його фірмовий колір — червоний.
- Чарлі Шлаттер — Причіп, низенький підліток зі шваброю (він завжди бачить навіть з волоссям на очах) і найкращий друг Аксела. Його фірмовий колір — чорний.
- Грей ДеЛайл-Гріффін — Нестримна Деш, колишній чемпіон-гонщик і головний інструктор гоночного табору.

### Лиходії
- Ерік Бауза — Професор Лихокрут, старий який ненавидить автомобілі та прагне знищити Хот Вілз Сіті гігантськими тваринами виключно через свою ненависть до культури важких автомобілів.

### Поточний
- Ерік Бауза — Тато Купа
- Кхарі Пейтон — Швидько Стартюк, репортер новин Хот Вілз Сіті.
- Денні Трехо — Страйкер Спойлер, поточний чемпіон з перегонів і батько Аксела.
- Фред Татаскьоре — дядько Ларрі, Дядько Блиска і власник власної піцерії в місті.

## Український дубляж
Мультсеріал дубльовано студією «Le Doyen» на замовлення компанії «Netflix».
Перекладач: Тетяна Левченко
Режисер дубляжу: Руслан Драпалюк
Музичний редактор: Тетяна Піроженко
Звукорежисери: Віктор Алферов, Богдан Клименко, Андрій Славінський
Ролі дублювали:
- Арсен Шавлюк — Куп
- Володимир Гурін — Аксель Спойлер
- Галина Дубок — Іскра
- Єлизавета Мастаєва — Блиска
- Кирило Сузанський — Причіп
- Руслан Драпалюк — Мак
- Вікторія Москаленко — Нестримна Деш
- Роман Солошенко — Швидько Стартюк
- Максим Кондратюк — Професор Лихокрут
- Михайло Кришталь — Страйкер Спойлер
- В'ячеслав Дудко — Тато Купа
- Роман Болдузєв — Виконавець пісні

## Епізоди

### Огляд серії
| Сезон | Епізоди        | Епізоди        | Оригінальний випуск | Оригінальний випуск |
| ----- | -------------- | -------------- | ------------------- | ------------------- |
| 1     | 10             | 10             | 4 березня 2024      | 4 березня 2024      |
| 2     | Буде оголошено | Буде оголошено | 2024                | 2024                |

### 1 сезон (2024)
| 1 | 1  | «Ульотна шина»              | Мото Сакакібара | Джордан Гершовіц               | 21 лютого 2024 (Прем'єра «YouTube») 4 березня 2024 (Netflix) |
| 1 | 1  | «Наввипередки до успіху»    | Мото Сакакібара | Джордан Гершовіц               | 21 лютого 2024 (Прем'єра «YouTube») 4 березня 2024 (Netflix) |
| У свій перший день у школі в Хот Вілз Сіті гонщики поспішають зловити колесо, яке вкотилося. А потім настає час для перших перегонів на Чемпіонаті табору!         |    |                             |                 |                                |                                                              |
| 2 | 2  | «Автострашилка»             | Мото Сакакібара | Еллі Ґузман                    | 4 березня 2024                                               |
| 2 | 2  | «Перегони з доставкою»      | Мото Сакакібара | Сара Нербосо                   | 4 березня 2024                                               |
| Чи вдасться гонщикам зупинити Боун Шейкер, який привидом їздить по вулицях Хот Вілз Сіті? І хто виграє смачний конкурс із доставки їжі?                            |    |                             |                 |                                |                                                              |
| 3 | 3  | «Тримати темп»              | Мото Сакакібара | Джим Нолан                     | 4 березня 2024                                               |
| 3 | 3  | «Катастрофа на автомийці»   | Мото Сакакібара | Кевін Берк і Кріс "Док" Уайатт | 4 березня 2024                                               |
| Куп бере Рокетфаєр, щоб допомогти відразу двом друзям. Гонщики намагаються врятувати Неймовірну Мега-мийку від професора Лихокрута та його величезного восьминога. |    |                             |                 |                                |                                                              |
| 4 | 4  | «Страх темряви»             | Мото Сакакібара | Дженава Міе                    | 4 березня 2024                                               |
| 4 | 4  | «Змагання з трюкополювання» | Мото Сакакібара | Джоель Сельнер                 | 4 березня 2024                                               |
| Коли в Хот Вілз Сіті зникає світло, Мак із друзями пересідають на Ґлоу-Рейсери. Друзі об’єднують зусилля для змагання з трюкополювання.                            |    |                             |                 |                                |                                                              |
| 5 | 5  | «Увага: спойлер»            | Мото Сакакібара | Джим Нолан                     | 4 березня 2024                                               |
| 5 | 5  | «Переможний провал»         | Мото Сакакібара | Джордан Гершовіц               | 4 березня 2024                                               |
| Страйкер Спойлер учить гонщиків використовувати бустери. Під час других перегонів на Чемпіонаті гонщикам потрібно продемонструвати свої нові вміння.               |    |                             |                 |                                |                                                              |
| 6 | 6  | «Переможний стрибок»        | Мото Сакакібара | Дженава Міе                    | 4 березня 2024                                               |
| 6 | 6  | «Генеральне прибирання»     | Мото Сакакібара | Крейг Карлайл                  | 4 березня 2024                                               |
| Гонщики міряються вправністю у випробуванні на стрибучість. Куп пересідає на Тотал Діспоузал, щоб прибрати гори сміття з треків Хот Вілз Сіті.                     |    |                             |                 |                                |                                                              |
| 7 | 7  | «Піца з подвійною отрутою»  | Мото Сакакібара | Кевін Берк і Кріс "Док" Уайатт | 4 березня 2024                                               |
| 7 | 7  | «Перемикання передач»       | Мото Сакакібара | Сара Нербосо                   | 4 березня 2024                                               |
| Професор Лихокрут випускає в місто гігантську змію. Спортсмени опановують нові навички під час гри в захоплення прапора.                                           |    |                             |                 |                                |                                                              |
| 8 | 8  | «Газуй і не гальмуй»        | Мото Сакакібара | Дженава Міе                    | 4 березня 2024                                               |
| 8 | 8  | «Їдьте за лідером»          | Мото Сакакібара | Айдреа Волден                  | 4 березня 2024                                               |
| Некерований транспортер із головою тиранозавра їздить містом на автопілоті. Аксель тисне на газ у випробуванні «За лідером».                                       |    |                             |                 |                                |                                                              |
| 9 | 9  | «Курс на зіткнення»         | Мото Сакакібара | Еллі Ґузман                    | 4 березня 2024                                               |
| 9 | 9  | «Фотофініш»                 | Мото Сакакібара | Нік "Рокет" Родрігез           | 4 березня 2024                                               |
| Непроста смуга перешкод перевіряє здатність Купа зосередитися на завданні. Іскра, Мак і Куп випадково видаляють фотографії Блиски й мусять тепер відтворити їх.    |    |                             |                 |                                |                                                              |
| 10 | 10 | «Прийшов, щоб перемогти»    | Мото Сакакібара | Джим Нолан                     | 4 березня 2024                                               |
| 10 | 10 | «В запалі!»                 | Мото Сакакібара | Джордан Гершовіц               | 4 березня 2024                                               |
| Пристебніться! Настав час останніх перегонів на Чемпіонаті табору в цьому сезоні. Навіть професор Лихокрут зі своїм драконом не зможуть зупинити гонщиків!         |    |                             |                 |                                |                                                              |

## Виробництво
На 28 вересня 2023 року, Netflix оголосив зелене світло із серіалу, разом із замовленням на додаткові епізоди Ляльковий будиночок Ґаббі і трейлер його першого Cocomelon оригінальна серія. Віце-президент анімаційних серіалів Netflix, Джон Дердеріан, також стверджував, що серіал пропонує захоплюючий, характер вперед у нову соціальну емоційну навчальну програму через персонажів-суспільного надбання, таких як Чарівник країни Оз які знайомі батькам і дітям.
Анімацію забезпечує від Sprite Animation Studios та OLM, Digital.

## Реліз
Його випустили на Netflix на 4 березня 2024 року.